# Centrum Železných hor
Centrum Železných hor je dobrovolný svazek obcí v okresu Chrudim, jeho sídlem je město Seč (okres Chrudim) a jeho cílem je vytvoření společné koncepce a realizace rozvoje v oblasti: ekologické, ekonomické, kulturní, sociální, sportovní a turistické, výstavby, hospodářské, údržby a ošetřování pietních míst za účelem efektivního skloubení požadavků všech obcí. Sdružuje celkem 12 obcí a byl založen v roce 1999.

## Obce sdružené v mikroregionu
- Bojanov
- Ctětín
- České Lhotice
- Hodonín
- Horní Bradlo
- Krásné
- Křižanovice
- Libkov
- Liboměřice
- Lukavice
- Nasavrky
- Seč